# 河合奈保子
河合 奈保子（かわい なおこ、1963年〈昭和38年〉7月24日 - ）は、日本の女性の歌手、シンガーソングライター、アーティスト、作曲家、女優。現在は活動停止中。娘は歌手のkaho（活動停止中）。身長160cm。血液型はO型。

## 人物
所属事務所は芸映プロダクションで、レコード会社は日本コロムビアに所属していた。1980年代の歌手・アイドルの1人である。本名は「かわい なほこ」だが、芸名では「かわい なおこ」と読ませている。
シングル売上記録は『エスカレーション』『スマイル・フォー・ミー』『夏のヒロイン』『けんかをやめて』（オリコンチャート）の順。
歌唱の他、ピアノ、ギター、マンドリン、シンセサイザーを演奏し、自作曲（作詞作曲）も発表した。雑誌のグラビアやアイドル水泳大会に登場していた。
1996年2月1日、記者会見でヘアメイクアップアーティスト・金原宜保との婚約を発表し同年2月6日に婚姻届を提出した。その約半年後に産休と翌1997年の第一子出産を契機に、芸能活動を完全停止した。夫との間に2児あり。このうち第二子のkahoは、2013年11月27日にソニー・ミュージックから『Every Hero/Strong Alone』でデビューし、音楽活動をしていた時期があった。
現在はオーストラリアに在住している。

## 略歴

### デビューまで
大阪市住吉区（現在の住之江区）粉浜西出身。1963年7月24日、浪速区日本橋の愛染橋病院において会社員の父親の長女として誕生（2400グラムの未熟児）した。誕生時、両親は大阪府枚岡市（現在の東大阪市）に居住していた。1歳時の8月には大阪府八尾市に引っ越し、2歳時の10月には東京都世田谷区に転居した。3歳年下の妹がいる。
幼児のころ父親の職業柄 転勤が多く、幼稚園は東京都調布市の染地幼稚園、大阪府箕面市の箕面自由学園幼稚園、大阪府東大阪市の若宮保育園の3施設に通った。
粉浜西の住吉団地に転居後、大阪市立粉浜小学校入学と同時にピアノを習い始めた。大阪市立住吉第一中学校時代はフォークソングクラブに所属し、中学2年の秋に日本テレビ系列『スター誕生!』に応募するが、この時は書類選考の段階で選外となる。1979年に大阪女子学園高等学校（現在の大阪夕陽丘学園高等学校）に進学する。

### アイドル歌手時代
1979年12月、芸映プロが自社の看板スターである西城秀樹の名を冠して主催した新人発掘コンテスト「HIDEKIの弟・妹募集オーディション」に応募した。河合がオーディションを知ったのは締切の直前で、応募書類とデモテープを作成して送ったのは締切前日だった。オーディションの選考過程も紙一重で、大本恭敬の「理想の声に近づく本」によれば、大阪の地区予選も一旦は最終審査に残らず、当初の定数1名に対して特別に2人目の代表として選出された（最初に選考され、河合と共に決勝大会に進んだもう一人の大阪代表は後の小林千絵）。翌1980年3月16日に中野サンプラザで開催された決勝大会で優勝する。オーディション応募テープでは杏里の『オリビアを聴きながら』を、決勝大会では石野真子の『春ラ!ラ!ラ!』を歌った。
同月末に上京して歌のレッスンを受けた後、1980年6月1日に『大きな森の小さなお家』で「西城秀樹の妹」という触れ込みとともに、アイドル歌手としてデビューした。この過程で明治大学付属中野高校定時制に編入し、後に卒業した。
なお、歌手デビュー当時のキャッチフレーズは「ほほえみさわやか カナリー・ガール」であった。2枚目のシングル『ヤング・ボーイ」がヒットし複数の音楽祭で新人賞を受賞する。
デビュー2年目の1981年10月5日16時頃、NHKホールでの『レッツゴーヤング』（NHK総合）のリハーサル中、誤って4m下の迫りに転落し第一腰椎圧迫骨折の重傷を負う。約2か月間の療養の後、同年11月30日放送の『夜のヒットスタジオ』（フジテレビ）より復帰を果たす。同年12月31日の第32回NHK紅白歌合戦（NHK総合・ラジオ第1）に『スマイル・フォー・ミー』で初出場しトップバッターを務めた。翌年4月頃まで療養のためにコルセットを腰に装着して芸能活動を行う。NHK紅白歌合戦に初出場した際は、転落事故からの復帰直後で、かつ事故現場のNHKホールだったが、本人によればリハーサルは恐怖感が先に立ったものの、本番の出番寸前に不安や緊張が全て消えたという。
1983年12月6日より盲腸の摘出手術で東京・渋谷病院に入院し、同年12月14日に退院した。12月18日まで休養し、翌12月19日の『夜のヒットスタジオ』で復帰を果たした。
歌唱中、マイクロフォンは左手で持つことが多かった。
ライブコンサートは1980年代の後半まで行われた。1983年から1988年まで7月24日の誕生日に東京よみうりランドのEAST野外ステージで行われたバースデイライブなどが行われ、EASTライブは6回全てが映像ソフト化されている。
父親は大の阪神タイガースファンであったが、1985年3月25日に神奈川県立県民ホールで行われた横浜大洋ホエールズのファン感謝デーにゲストとして出演した。イベントでは自身の持ち歌2曲と、選手とのデュエットコーナーで『もしかしてPART2』を関根浩史と共に披露した。
この時期のチーフプロデューサーは芸映の香川洋三郎が務めた。

### アイドル以外の仕事へ
1984年発表のアルバム『DAYDREAM COAST 』では録音から制作に参加し、それを契機に音楽の制作面にも関与する。1985年、ベストアルバム『NAOKO 22』のボーナストラックという形で自作曲を発表し、コンサートでも次第に自作曲の割合が増え、1986年には初の全作曲オリジナルアルバム『スカーレット』を発表した。
1984年7月からMBSラジオ『MBSヤングタウン』（ヤンタン）火曜日のメインパーソナリティを務める。嘉門達夫らとの共演で、1989年2月まで約4年7か月にわたり出演した。当時既にスターの仲間入りをしていた河合とどう接したらいいか、嘉門ら共演者も最初は困惑気味だったという。いつまでもちやほやしてても仕方ないということで、嘉門が1つギャグを振ったらアイドルスターらしからぬリアクションをしてきたということで、ヤンタンのノリにすぐに溶け込み、嘉門のツッコミにボケ的なリアクションで返すといったコンビネーションが出来上がった。このようなことから「アイドル芸人」とも言われたこともあり、本人も「決まり事以外のことが話せるようになった」と話している。
1987年4月のKBS京都の交通安全キャンペーン「かたつむり大作戦」のキャンペーンソングの歌詞募集の選考に関わり、その詩に自ら作曲した『やさしさの贈り物』を「かたつむり大作戦」の会場KBSホールから歌唱した。またこの時期はテレビドラマやミュージカルにも積極的に出演した。1985年のアニメ映画『ルパン三世 バビロンの黄金伝説』では主題歌と共に声優として出演。1989年には、ミュージカル『THE LOVER in ME 〜恋人が幽霊』に出演し、同作品では作曲も担当した。テレビドラマでは、『さすらい刑事旅情編』（テレビ朝日）、『ママじゃないってば!』（TBS）に出演した。1988年に岐阜市で行われた「ぎふ中部未来博」で、メインパビリオンであるスカイマックス未来館の館内環境音楽を担当した。
1989年から1990年には、ザ・ジェントル・ウインド名義のセッションアルバム『Tears of Nature』、『Gentle Voice』で全作曲を担当すると共に、キーボード奏者兼バックグランドボーカルとして参加し、ミッキー吉野らと共演したこともあった。
1995年には、1988年以来7年振りに全国ツアーコンサートを開催したが、現時点でこれが最後のライブツアーとなっている。
日本作曲家協会に所属していた。

### 結婚・芸能活動完全停止
1996年2月1日、記者会見でヘアメイクアーティスト・金原宜保との婚約を発表した。同年2月6日に結婚した。その後も約半年間はテレビ出演などの活動を続けていたが、同年夏頃に妊娠で休止へ入り、翌1997年の第一子出産を契機に芸能活動を完全に停止した。
2005年6月、芸映プロ公式ウェブサイトの所属タレント一覧から項目が削除されたが、このとき芸能事務所から所属に関する発表はされなかった。
2006年4月26日、iTunes Music Store限定で自作ピアノ作品集『nahoko 音』を発表した。同年11月28日にはCD化もなされ、同時に公式ウェブサイトを開設した。
2008年12月21日付の竹内まりやのブログ「Pholog」に6年ぶりに再会した記事が写真付きで掲載された。
2009年10月19日放送のSUPER SURPRISEにおいて既に芸映に所属していない事が報じられた（引退状態）。
2010年4月、楽曲提供した池田泉州銀行のCMが関西地区で放映された。
2010年10月26日発売の光文社発行の雑誌「FLASH」2010年11月9・16日号で「独占取材」という形で、オーストラリアでの近況についての記事が掲載された。この中で自身の現在のことと将来のことに関して「今は専業主婦がメインだが、音楽活動が出来ることになれば皆さんの前できちんとご挨拶できたら良いです」という旨のコメントを寄せている。
2018年5月16日、かつての所属事務所・芸映の先輩歌手で、自身が芸能界デビューのきっかけともなった西城秀樹が63歳で死去したことを受け、海外から「余りにもショック過ぎて、言葉が出ません。秀樹さんにただただ、多くの感謝の気持ちをお伝えしたい想いで一杯です。」と、久々に公の場で追悼のコメントを発表した。
2018年11月25日、NHK-FM『今日は一日“竹内まりや”三昧』で、竹内まりやへの40周年お祝いメッセージが、21年ぶりに本人の肉声で放送された。

## エピソード

### 特徴
- デビューの年の秋に開かれたファーストコンサートでは、直前まで不安定さが懸念されたものの、本番では歌踊り共に無難にこなした[12] 。
- デビュー当初からライブや歌番組、特に賞番組において感情を表に出して歌えなくなることはほとんどなかった。この点に関して本人は「泣くと歌が歌えなくなるから」と答えている[4]。
- デビュー後しばらくの間、仕事以外では全く化粧をしなかった[4]。
- アイドル時代、少なくとも首都圏での仕事や全国向けテレビ・ラジオ放送においては、関西弁を使わなかった。ただし、関西の生活文化の話題は普通にしており、1980年当時、「月刊明星」（集英社）において「大阪の実家では節分にはその年の方角（吉方位）を向いて巻き寿司を食べる習慣がある（恵方巻）」と発言している。
- 近視で芸能活動以外はほぼ眼鏡をかけていた。
- 豊満なスタイルを持っており、当時としては巨乳の部類に入った(当時巨乳という単語は一般層には認知されていなかった)ためグラビアアイドルとしても評価があった[13]。

### その他
- デビュー間もないころの『週刊少年チャンピオン』（秋田書店）1980年4月号p.315のインタビューで「太ってるから水着は本当に恥ずかしい」と話しているが、デビュー当時から河合を撮り続けた写真家の黒坂了司によれば、「水着撮影を嫌がったり、胸を気にすることはなかった」とのこと[14]。
- 元巨人選手の斎藤雅樹が、高校時代から河合の熱烈なファンであった。しかし斎藤はなかなかサインを手に入れることができず、三越日本橋本店のサイン会でようやく入手したという[15]。
- サンミュージック所属（当時）の岡田有希子は彼女のファンで、河合奈保子の肖像画（油絵）を中学1年の時に描いて学校で金賞を獲った[16]。
- テレビや雑誌等で好きな食べ物を聞かれると「お好み焼きとたこ焼き」と答えていた[17]。
- 小学生の頃の夢は保母さんになる事だった。タイムカプセル用にテープへの録音も行われ「近所の小さい子がお姉ちゃんと慕ってくれるのが嬉しい。だから保母さんになりたい。」と将来の夢を語っていた[18]。
- 芸映友の会ファンクラブ発表のテレフォンガイドでは1982年夏のツアースケジュールなど、本人がアナウンスした回があった。
- 2016年9月17日に行われたトリビュートイベント「〜再会の夏〜 奈保子ファンミーティング in SARAVAH東京」ではバックコーラスを務めたMILKの元メンバーも参加していた。
- 写真集『Scarlet』には彼女自身が撮影した写真を何枚か採用している。
- デビュー前は左右の八重歯があったが、デビューに際して左は抜歯し、右だけを残した[19]。
- 同じ1980年度の女性アイドル歌手デビューでは、岩崎良美・三原順子・松田聖子・柏原芳恵らが居る。特に同じ大阪市出身で同日デビューの柏原[20]とは親友で、お互いの事を「ヨシヨシ」「ナオナオ」と呼び合っていた[4][21]。
- 小学生の頃は山口百恵の曲が好きで、よく歌っており、初めて買ったレコードも山口の横須賀ストーリーであった[22]。

## 音楽

### 概要
河合の音楽面でのトータルプロデュースは1986年から1988年までは売野雅勇が、1989年から1992年まではミッキー吉野がそれぞれ務めた。1993年発表のアルバム『engagement』では吉元由美と河合奈保子の共同プロデュースとなっている。また、1985年から1988年まで宮島律子とM Rie（宮島理絵）のユニット「MILK」がバックコーラスを務めたことがあった。
シングルは1980年から1994年までの間に36枚を発売した。非売品ではあるが1986年3月に「《農協共済の歌》しあわせの輪をひろげよう」というシングルもリリースしている。アルバムは1980年から1993年までに、オリジナル盤はミニアルバム1枚を含む計19作品、ライブ盤は4作品を発売した。またベスト盤は2007年までに16作品とCD-BOX3作品をそれぞれ発売した。この他に高橋伸明とのデュエット盤が1作品発売している。
『NHK紅白歌合戦』（NHK総合・ラジオ第1）には1981年から1986年まで、6回連続で出場していた。

### シングル
| #              | 発売日          | A/B面          | タイトル                          | 作詞                | 作曲                | 編曲             | オリコン 最高位 | 規格品番       |
| 日本コロムビア | 日本コロムビア  | 日本コロムビア | 日本コロムビア                    | 日本コロムビア      | 日本コロムビア      | 日本コロムビア   | 日本コロムビア  | 日本コロムビア |
| -------------- | --------------- | -------------- | --------------------------------- | ------------------- | ------------------- | ---------------- | --------------- | -------------- |
| 1              | 1980年 6月1日   | A面            | 大きな森の小さなお家              | 三浦徳子            | 馬飼野康二          | 馬飼野康二       | 36位            | AK-659         |
| 1              | 1980年 6月1日   | B面            | ハリケーン・キッド                | 三浦徳子            | 馬飼野康二          | 馬飼野康二       | 36位            | AK-659         |
| 2              | 1980年 8月25日  | A面            | ヤング・ボーイ                    | 竜真知子            | 水谷公生            | 船山基紀         | 13位            | AK-707         |
| 2              | 1980年 8月25日  | B面            | 青い視線                          | 伊藤アキラ          | 川口真              | 川口真           | 13位            | AK-707         |
| 3              | 1980年 12月10日 | A面            | 愛してます                        | 伊藤アキラ          | 川口真              | 船山基紀         | 14位            | AH-1           |
| 3              | 1980年 12月10日 | B面            | そしてシークレット                | 伊藤アキラ          | 川口真              | 船山基紀         | 14位            | AH-1           |
| 4              | 1981年 3月10日  | A面            | 17才                              | 竜真知子            | 水谷公生            | 船山基紀         | 11位            | AH-39          |
| 4              | 1981年 3月10日  | B面            | キャンディ・ラブ                  | 竜真知子            | 水谷公生            | 船山基紀         | 11位            | AH-39          |
| 5              | 1981年 6月1日   | A面            | スマイル・フォー・ミー            | 竜真知子            | 馬飼野康二          | 大村雅朗         | 4位             | AH-71          |
| 5              | 1981年 6月1日   | B面            | セレネッラ                        | 櫛田露孤 伊藤アキラ | 川口真              | 船山基紀         | 4位             | AH-71          |
| 6              | 1981年 9月1日   | A面            | ムーンライト・キッス              | 松本礼児            | 馬飼野康二          | 竜崎孝路         | 11位            | AH-113         |
| 6              | 1981年 9月1日   | B面            | あなたはロミオ                    | 松本礼児            | 江戸光一 松本礼児   | 竜崎孝路         | 11位            | AH-113         |
| 7              | 1981年 12月5日  | A面            | ラブレター                        | 竜真知子            | 馬飼野康二          | 若草恵           | 11位            | AH-150         |
| 7              | 1981年 12月5日  | B面            | No No Boy                         | 竜真知子            | 馬飼野康二          | 若草恵           | 11位            | AH-150         |
| 8              | 1982年 3月10日  | A面            | 愛をください                      | 松宮恭子 伊藤アキラ | 松宮恭子            | 若草恵           | 7位             | AH-181         |
| 8              | 1982年 3月10日  | B面            | 春よ恋                            | 伊藤アキラ          | 馬飼野康二          | 船山基紀         | 7位             | AH-181         |
| 9              | 1982年 6月10日  | A面            | 夏のヒロイン                      | 竜真知子            | 馬飼野康二          | 若草恵           | 7位             | AH-230         |
| 9              | 1982年 6月10日  | B面            | ゆれて－あなただけ                | 竜真知子            | 馬飼野康二          | 若草恵           | 7位             | AH-230         |
| 10             | 1982年 9月1日   | A面            | けんかをやめて                    | 竹内まりや          | 竹内まりや          | 清水信之         | 5位             | AH-255         |
| 10             | 1982年 9月1日   | B面            | 黄昏ブルー                        | 竜真知子            | 馬飼野康二          | 若草恵           | 5位             | AH-255         |
| 11             | 1982年 12月1日  | A面            | Invitation                        | 竹内まりや          | 竹内まりや          | 大村雅朗         | 8位             | AH-280         |
| 11             | 1982年 12月1日  | B面            | 木枯らしの乙女たち                | 尾関昌也            | 尾関裕司            | 若草恵           | 8位             | AH-280         |
| 12             | 1983年 3月1日   | A面            | ストロー・タッチの恋              | 来生えつこ          | 来生たかお          | 若草恵           | 9位             | AH-320         |
| 12             | 1983年 3月1日   | B面            | 若草色のこころで                  | 来生えつこ          | 来生たかお          | 若草恵           | 9位             | AH-320         |
| 13             | 1983年 6月1日   | A面            | エスカレーション                  | 売野雅勇            | 筒美京平            | 大村雅朗         | 3位             | AH-333         |
| 13             | 1983年 6月1日   | B面            | 恋のハレーション                  | 秋元康              | 筒美京平            | 大村雅朗         | 3位             | AH-333         |
| 14             | 1983年 9月14日  | A面            | UNバランス                        | 売野雅勇            | 筒美京平            | 大村雅朗         | 4位             | AH-370         |
| 14             | 1983年 9月14日  | B面            | リメンバー                        | 売野雅勇            | 筒美京平            | 大村雅朗         | 4位             | AH-370         |
| 15             | 1983年 12月1日  | A面            | 疑問符                            | 来生えつこ          | 来生たかお          | 大村雅朗         | 4位             | AH-394         |
| 15             | 1983年 12月1日  | B面            | 冷たいからヒーロー                | 来生えつこ          | 来生たかお          | 大村雅朗         | 4位             | AH-394         |
| 16             | 1984年 3月1日   | A面            | 微風のメロディー                  | 尾崎亜美            | 尾崎亜美            | 大村雅朗         | 7位             | AH-425         |
| 16             | 1984年 3月1日   | B面            | プリズム・ムーン                  | 尾崎亜美            | 尾崎亜美            | 大村雅朗         | 7位             | AH-425         |
| 17             | 1984年 6月1日   | A面            | コントロール                      | 売野雅勇            | 八神純子            | 鷺巣詩郎         | 7位             | AH-460         |
| 17             | 1984年 6月1日   | B面            | 夏の日の恋                        | 三浦徳子            | 八神純子            | 大村雅朗         | 7位             | AH-460         |
| 18             | 1984年 8月28日  | A面            | 唇のプライバシー                  | 売野雅勇            | 筒美京平            | 鷺巣詩郎         | 4位             | AH-495         |
| 18             | 1984年 8月28日  | B面            | メビウスの鏡                      | 売野雅勇            | 筒美京平            | 鷺巣詩郎         | 4位             | AH-495         |
| 19             | 1984年 12月5日  | A面            | 北駅のソリチュード                | 売野雅勇            | 筒美京平            | 萩田光雄         | 6位             | AH-525         |
| 19             | 1984年 12月5日  | B面            | バラードを止めて                  | 売野雅勇            | 筒美京平            | 矢島賢 矢島マキ  | 6位             | AH-525         |
| 20             | 1985年 3月5日   | A面            | ジェラス・トレイン                | 売野雅勇            | 筒美京平            | 萩田光雄         | 6位             | AH-559         |
| 20             | 1985年 3月5日   | B面            | ファーストネームでもう一度        | 売野雅勇            | 筒美京平            | 萩田光雄         | 6位             | AH-559         |
| 21             | 1985年 6月12日  | A面            | デビュー〜Fly Me To Love          | 売野雅勇            | 林哲司              | 鷺巣詩郎         | 1位             | AH-601         |
| 21             | 1985年 6月12日  | B面            | MANHATTAN JOKE                    | 秋元康              | 大野雄二            | 大野雄二         | 1位             | AH-601         |
| 22             | 1985年 10月3日  | A面            | ラヴェンダー・リップス            | 売野雅勇            | 林哲司              | 萩田光雄         | 5位             | AH-657         |
| 22             | 1985年 10月3日  | B面            | I'm in Love                       | 売野雅勇            | 林哲司              | 鷺巣詩郎         | 5位             | AH-657         |
| 23             | 1985年 12月12日 | A面            | THROUGH THE WINDOW 〜月に降る雪〜 | 売野雅勇            | P.Beckett           | T.Keane H.Gatica | 7位             | AH-682         |
| 23             | 1985年 12月12日 | B面            | 白い影 〜ONLY IN MY DREAMS〜      | 売野雅勇            | E.McClure M.Stewart | T.Keane H.Gatica | 7位             | AH-682         |
| 24             | 1986年 4月1日   | A面            | 涙のハリウッド                    | 売野雅勇            | 林哲司              | 萩田光雄         | 7位             | AH-725         |
| 24             | 1986年 4月1日   | B面            | ジャスミンの夢飾り                | 売野雅勇            | 林哲司              | 萩田光雄         | 7位             | AH-725         |
| 25             | 1986年 7月24日  | A面            | 刹那の夏                          | 売野雅勇            | 筒美京平            | 船山基紀         | 10位            | AH-754         |
| 25             | 1986年 7月24日  | B面            | プールサイドが切れるまで          | 売野雅勇            | 筒美京平            | 船山基紀         | 10位            | AH-754         |
| 26             | 1986年 11月26日 | A面            | ハーフムーン・セレナーデ          | 吉元由美            | 河合奈保子          | 瀬尾一三         | 6位             | AH-785         |
| 26             | 1986年 11月26日 | B面            | SENTIMENTAL SUGAR RAIN            | 吉元由美            | 河合奈保子          | 瀬尾一三         | 6位             | AH-785         |
| 27             | 1987年 3月1日   | A面            | 想い出のコニーズ・アイランド      | 吉元由美            | 河合奈保子          | 瀬尾一三         | -               | CMY-1104       |
| 27             | 1987年 3月1日   | B面            | 緋の少女                          | 吉元由美            | 河合奈保子          | 瀬尾一三         | -               | CMY-1104       |
| 28             | 1987年 7月24日  | A面            | 十六夜物語                        | 吉元由美            | 河合奈保子          | 瀬尾一三         | 10位            | AH-855         |
| 28             | 1987年 7月24日  | B面            | (ピアノ・トランスクリプション)    | -                   | -                   | -                | 10位            | AH-855         |
| 29             | 1988年 3月1日   | A面            | 悲しい人                          | 吉元由美            | 河合奈保子          | 高橋千治 NATURAL | 21位            | AH-910         |
| 29             | 1988年 3月1日   | B面            | やさしさの贈りもの                | 吉元由美            | 河合奈保子          | 瀬尾一三         | 21位            | AH-910         |
| 30             | 1988年 7月21日  | A面            | Harbour Light Memories            | 公文健              | 河合奈保子          | 小林信吾         | 18位            | AH-963         |
| 30             | 1988年 7月21日  | B面            | GT天国                            | 吉元由美            | 河合奈保子          | 高橋千治 NATURAL | 18位            | AH-963         |
| 31             | 1989年 11月10日 | 01             | 悲しみのアニバァサリー            | さがらよしあき      | 河合奈保子          | 横倉裕           | 74位            | CA-8277        |
| 31             | 1989年 11月10日 | 02             | あなたへ急ぐ                      | さがらよしあき      | 河合奈保子          | 横倉裕           | 74位            | CA-8277        |
| 32             | 1990年 4月10日  | 01             | 美・来                            | さがらよしあき      | 河合奈保子          | ミッキー吉野     | 74位            | CODA-8501      |
| 32             | 1990年 4月10日  | 02             | Searchin' for tomorrow            | さがらよしあき      | 河合奈保子          | ミッキー吉野     | 74位            | CODA-8501      |
| 33             | 1990年 9月1日   | 01             | 眠る、眠る、眠る                  | 麻生圭子            | 都志見隆            | ミッキー吉野     | 97位            | CODA-8577      |
| 33             | 1990年 9月1日   | 02             | 霧情                              | 相良好章            | 河合奈保子          | ミッキー吉野     | 97位            | CODA-8577      |
| 34             | 1992年 6月21日  | 01             | Golden sunshine day               | ミッキー吉野        | 河合奈保子          | ミッキー吉野     | -               | CODA-32        |
| 34             | 1992年 6月21日  | 02             | Alone again                       | 吉元由美            | 河合奈保子          | ミッキー吉野     | -               | CODA-32        |
| 35             | 1993年 10月21日 | 01             | エンゲージ                        | 吉元由美            | 岸正之              | 清水信之         | -               | CODA-264       |
| 35             | 1993年 10月21日 | 02             | 言葉はいらない                    | 河合奈保子          | 河合奈保子          | 清水信之         | -               | CODA-264       |
| 36             | 1994年 3月21日  | 01             | 夢の跡から                        | 八島義郎            | 河合奈保子          | 若草恵           | 60位            | CODA-387       |
| 36             | 1994年 3月21日  | 02             | 心の風景                          | 八島義郎            | 河合奈保子          | 若草恵           | 60位            | CODA-387       |

### デュエットシングル
| 名義                          | 発売日         | タイトル         | A面                                                                                         | B面 | 発売元           | オリコン 最高位 |
| ----------------------------- | -------------- | ---------------- | ------------------------------------------------------------------------------------------- | --- | ---------------- | --------------- |
| NAO&NOBU                      | 1985年8月7日   | 君は綺麗なままで | 君は綺麗なままで 作詞：荒木とよひさ 作曲：チト河内 編曲：チト河内                           | 星屑シネマ 作詞：荒木とよひさ 作曲：チト河内 編曲：チト河内                                                                                 | 日本コロムビア   | 24位            |
| 河合奈保子&ジャッキー・チェン | 1988年8月25日  | 愛のセレナーデ   | 愛のセレナーデ 作詞：潘偉源 日本語詞：吉元由美 作曲：河合奈保子 編曲：矢野立美              | Southern Cruise 作詞：潘偉源 日本語詞：吉元由美 作曲：河合奈保子 編曲：矢野立美                                                             | 日本コロムビア   | 24位            |
| 奈保子&小金沢くん             | 1992年12月12日 | ちょっとだけ秘密 | ちょっとだけ秘密 作詞：東京バナナボーイズ 作曲：東京バナナボーイズ 編曲：東京バナナボーイズ | ちょっとだけ秘密 男性用カラオケ 〜奈保子と歌おうバージョン〜 作詞：東京バナナボーイズ 作曲：東京バナナボーイズ 編曲：東京バナナボーイズ     | 日本コロムビア   | 97位            |
| 奈保子&小金沢くん             | 1992年12月12日 | ちょっとだけ秘密 | ちょっとだけ秘密 作詞：東京バナナボーイズ 作曲：東京バナナボーイズ 編曲：東京バナナボーイズ | ちょっとだけ秘密 女性用カラオケ 〜小金沢くんと歌おうバージョン〜 作詞：東京バナナボーイズ 作曲：東京バナナボーイズ 編曲：東京バナナボーイズ | ビクター音楽産業 | 97位            |

### アルバム

#### スタジオ・アルバム
| #                   | 発売日         | タイトル                              | 備考                                                                  | オリコン 最高位 |
| 日本コロムビア      | 日本コロムビア | 日本コロムビア                        | 日本コロムビア                                                        | 日本コロムビア  |
| ------------------- | -------------- | ------------------------------------- | --------------------------------------------------------------------- | --------------- |
| 1st                 | 1980年10月10日 | LOVE                                  |                                                                       | 7位             |
| 2nd                 | 1981年5月10日  | TWILIGHT DREAM                        |                                                                       | 2位             |
| 3rd                 | 1981年8月10日  | DIARY                                 |                                                                       | 3位             |
| 4th                 | 1982年7月21日  | SUMMER HEROINE                        |                                                                       | 6位             |
| 5th                 | 1983年1月21日  | あるばむ                              | 竹内まりや、来生えつこ&来生たかお姉弟参加                             | 1位             |
| 6th                 | 1983年6月1日   | SKY PARK                              | 筒美京平、石川優子参加                                                | 2位             |
| 7th                 | 1983年10月21日 | HALF SHADOW                           | 売野雅勇、谷山浩子参加                                                | 2位             |
| 8th                 | 1984年6月1日   | Summer Delicacy                       | 八神純子、来生えつこ&来生たかお姉弟参加                               | 6位             |
| 9th                 | 1984年8月28日  | DAYDREAM COAST                        | 海外録音第1弾                                                         | 3位             |
| 10th                | 1984年12月5日  | さよなら物語-THE LAST SCENE and AFTER | 全作詞：売野雅勇、全作曲：筒美京平                                    | 11位            |
| 11th                | 1985年3月5日   | STARDUST GARDEN -千・年・庭・園-      | 全作詞：売野雅勇、全作曲：筒美京平                                    | 4位             |
| 12th                | 1985年12月12日 | 9 1/2 NINE HALF                       | 海外録音第2弾 同名映像ソフトとは構成が異なる。                        | 10位            |
| 13th                | 1986年10月21日 | Scarlet                               | 全作曲：河合奈保子                                                    | 4位             |
| 14th                | 1987年6月24日  | JAPAN as waterscapes                  | 全作曲：河合奈保子                                                    | 7位             |
| 15th                | 1988年4月1日   | Members Only                          | 全作曲：河合奈保子                                                    | 15位            |
| 16th                | 1989年11月21日 | Calling you …呼びよせられて…          | 全作曲：河合奈保子                                                    | 53位            |
| 17th                | 1990年6月1日   | ブックエンド                          | 全作曲：河合奈保子                                                    | 69位            |
| 18th                | 1993年11月21日 | engagement                            | 10曲中5曲の作詞作曲：河合奈保子、プロデュースも河合本人。             | -               |
| roots maker records |                |                                       |                                                                       |                 |
| 19th                | 2006年4月26日  | nahoko 音 / blue                      | 全作曲 ピアノ作品集 音楽配信限定。                                    | -               |
| 20th                | 2006年4月26日  | nahoko 音 / orange                    | 全作曲 ピアノ作品集 音楽配信限定。                                    | -               |
| -                   | 2006年11月28日 | nahoko 音                             | 全作曲 ピアノ作品集 『nahoko 音 / blue』と『nahoko 音 /orange』のCD盤 | -               |

#### ミニ・アルバム
| #              | 発売日         | タイトル             | 備考           | オリコン 最高位 |
| 日本コロムビア | 日本コロムビア | 日本コロムビア       | 日本コロムビア | 日本コロムビア  |
| -------------- | -------------- | -------------------- | -------------- | --------------- |
| 1st            | 1983年7月21日  | ビューティフル・デイ |                | 7位             |

#### リミックス・アルバム
| #              | 発売日         | タイトル                      | 備考                                     | オリコン 最高位 |
| 日本コロムビア | 日本コロムビア | 日本コロムビア                | 日本コロムビア                           | 日本コロムビア  |
| -------------- | -------------- | ----------------------------- | ---------------------------------------- | --------------- |
| 1st            | 1987年12月10日 | Timeless〜Naoko special mix〜 | リミックス4曲+ピアノVer.+オリジナル各1曲 | 39位            |

#### ライブ・アルバム
| #              | 発売日         | タイトル                 | 備考           | オリコン 最高位 |
| 日本コロムビア | 日本コロムビア | 日本コロムビア           | 日本コロムビア | 日本コロムビア  |
| -------------- | -------------- | ------------------------ | -------------- | --------------- |
| 1st            | 1980年12月10日 | LIVE                     |                | 10位            |
| 2nd            | 1982年2月25日  | NAOKO IN CONCERT         |                | 9位             |
| 3rd            | 1982年11月21日 | ブリリアント             |                | 12位            |
| 4th            | 1988年10月21日 | NAOKO THANKSGIVING PARTY |                | 47位            |

#### ベスト・アルバム
| #                                        | 発売日         | タイトル                                         | 備考 | オリコン 最高位 |
| 日本コロムビア                           | 日本コロムビア | 日本コロムビア                                   | 日本コロムビア | 日本コロムビア  |
| ---------------------------------------- | -------------- | ------------------------------------------------ | --- | --------------- |
| 1st                                      | 1981年11月25日 | Angel                                            | | 5位             |
| 2nd                                      | 1982年9月21日  | 河合奈保子全曲集                                 | メタル(Type IV)カセットテープのみのリリース。 「大きな森の小さなお家」から「夏のヒロイン」までの全シングルA面曲と、アルバムから3曲（ハリケーン・キッド、LOVE、別世界）の全12曲を収録。 「スマイル・フォー・ミー」、「大きな森の小さなお家」、「ハリケーン・キッド」はAlbum Version、「ラブレター」はSingle Versionで収録。 | 25位            |
| 3rd                                      | 1983年12月21日 | プリズム (AngelII)                               | ベスト+オリジナル3曲 「ラブレター」はAlbum Versionで収録。 | 7位             |
| 4th                                      | 1983年12月21日 | コレクション                                     | CDのみのリリース。DENONレーベルで発売。 『プリズム』とは構成が異なる。 | -               |
| 5th                                      | 1984年3月21日  | 愛・奈保子の若草色の旅                           | カセットテープのみのリリース。 企画・構成：来生えつこによる春の旅のイメージを奈保子の歌とナレーションで綴ったもので、来生たかお・えつこ兄妹による新録2曲が収録されている。 新録2曲のほか、発表済みのシングル曲とアルバム収録曲を合わせ9曲で構成されている。 カセット本体は通常のカセットケースの2倍サイズの化粧箱に収められ、16ページの写真集も付属した。なお、化粧箱内のカセット位置決め用スポンジは30年以上を経た現在では劣化が進み、粉状に崩れてしまうので開封時は注意が必要である。 | 7位             |
| 6th                                      | 1985年7月24日  | NAOKO22                                          | 2枚組ベスト。 初のオリジナル自作曲「夢かさねて」収録。 | 7位             |
| 7th                                      | 1985年7月24日  | コレクションII                                   | CDのみのリリース。 『NAOKO22』とは構成が異なる | -               |
| 8th                                      | 1986年5月21日  | 河合奈保子全曲集 涙のハリウッド                  | CDのみのリリース | 37位            |
| 9th                                      | 1987年9月21日  | ばらあど                                         | バラードコレクション | 42位            |
| 10th                                     | 1988年9月21日  | Fabric Voices                                    | デュエットコレクション | 56位            |
| 11th                                     | 1989年3月21日  | Pure Gold                                        | 2枚組ベストアルバム | 99位            |
| 12th                                     | 1989年5月1日   | 河合奈保子作品集 Masterpieces                    | 自作曲ベストアルバム | 88位            |
| 13th                                     | 1990年12月1日  | NAOKO KAWAI スーパー・ツインDX                   | 2枚組ベストアルバム | -               |
| 14th                                     | 1993年9月21日  | 河合奈保子 ベスト・セレクションI                 | 1980〜83年迄のA面曲を収録したベストアルバム | -               |
| 15th                                     | 1993年9月21日  | 河合奈保子 ベスト・セレクションII                | 1983〜89年迄のA面曲からセレクトしたベストアルバム | -               |
| コロムビアミュージックエンタテインメント |                |                                                  | |                 |
| 16th                                     | 2006年12月6日  | 河合奈保子・しんぐるこれくしょん                 | 2枚組ベストアルバム 河合奈保子単独名義の全シングルA面曲+エトワール幼稚園園歌収録。 | -               |
| 17th                                     | 2010年3月3日   | 河合奈保子 ゴールデン☆ベスト                     | 1980〜86年迄のA面曲からセレクトしたベストアルバム | -               |
| 17th                                     | 2017年8月30日  | 河合奈保子 ゴールデン☆ベスト                     | 1980〜86年迄のA面曲からセレクトしたベストアルバム | 209位           |
| 日本コロムビア                           |                |                                                  | |                 |
| 18th                                     | 2013年1月23日  | 河合奈保子 ゴールデン☆ベスト 〜A面コレクション〜 | 2枚組ベストアルバム 河合奈保子単独名義の全シングルA面曲（「想い出のコニーズ・アイランド」のみ未収録）と、デュエットで発売したシングルA面曲も収録。 | 238位           |
| 19th                                     | 2013年1月23日  | 河合奈保子 ゴールデン☆ベスト 〜B面コレクション〜 | 2枚組ベストアルバム 河合奈保子単独名義の全シングルB面曲+町田学園女子高等学校校歌、デュエットで発売したシングルもB面曲も収録。 | 244位           |
| 20th                                     | 2014年7月30日  | ゴールデン☆アイドル 河合奈保子                   | 3枚組ベストアルバム EPレコードで発売されたシングルA/B面曲収録。 レコードジャケットのレプリカ付属している。 | 141位           |
| 21st                                     | 2015年8月26日  | 私が好きな河合奈保子                             | 2枚組ベストアルバム ファン投票による選曲のベストアルバムで、Disc 1はシングルA面の上位曲、Disc 2はB面およびアルバムからの上位曲を収録。 | 103位           |
| 22nd                                     | 2022年09月21日 | Masaaki Omura Works～大村雅朗作品集～            | 伝説の編曲家・大村雅朗が手掛けた河合奈保子の名曲を集大成！ |                 |
| 23rd                                     | 2023年7月12日  | MASAO URINO WORKS ～売野雅勇作品集～             | 河合奈保子に提供した多くの作品の中から売野雅勇本人がセレクトした自選作品集 |                 |

#### BOX
| #                                        | 発売日         | タイトル                              | 備考                                                                                              | オリコン 最高位 |
| 日本コロムビア                           | 日本コロムビア | 日本コロムビア                        | 日本コロムビア                                                                                    | 日本コロムビア  |
| ---------------------------------------- | -------------- | ------------------------------------- | ------------------------------------------------------------------------------------------------- | --------------- |
| 1st                                      | 2001年9月29日  | JEWEL BOX NAOKO SINGLES COLLECTION    | 河合奈保子単独名義の全シングルAB面+特典映像DVD                                                    | -               |
| 2nd                                      | 2003年2月1日   | JEWEL BOX 2 NAOKO FAVORITE COLLECTION | アンケート、アルバム収録曲選抜、未収録音源、ライブ音源選抜                                        | 286位           |
| コロムビアミュージックエンタテインメント |                |                                       |                                                                                                   |                 |
| 3rd                                      | 2007年12月19日 | NAOKO PREMIUM                         | オリジナルアルバム18枚+企画作品2作、'83EAST・DVD映像、シングルA面カラオケ集                       | 250位           |
| 4th                                      | 2009年2月18日  | NAOKO LIVE PREMIUM                    | ライブアルバム5枚+未発表音源、ミュージカルTHE LOVER in ME 〜 ALONE AGAIN映像+未ソフト化ライブ映像 | 189位           |

### 映像ソフト
★印は2012年11月21日にDVDで復刻発売
☆印は2014年2月19日にDVDで復刻発売（ビデオ3巻分を1枚に収録）
△印はPure Momentsにノーカット収録
- BRILLIANT 〜Lady Naoko in Concert（1982年11月21日）★
- Lady Naoko in Concert BEST ALBUM（1982年11月21日）- BRILLIANTの短縮廉価版
- Beautiful Days in 合歓（1983年9月1日）- EAST'83 △
- 河合奈保子 愛のコンサート（1983年12月1日）★
- Daydream Coast（1984年8月28日）- イメージビデオ
- SUMMER SPECIAL in EAST'84（1984年12月1日）★
- STARDUST GARDEN 〜千・年・庭・園〜（1985年3月21日）- イメージビデオ
- 感電するゾ熱い夏 NAOKO EAST'85（1985年9月21日）★
- Fantastic Journey 91/2（1985年12月12日）- イメージビデオ
- NAOKO '86 Stardust Paradise in EAST（1986年9月1日）★
- Scarlet（1986年12月10日）- イメージビデオ
- アース・アーク・芸映フェスティバル 武道館が燃えた!（1987年1月25日）- 当時の芸映プロ及び系列事務所所属タレント総出演のチャリティーイベントライブ
- 月夜宮殿 MY SONG FOR YOU（1987年9月10日）- EAST'87 ★
- NAOKO THANKSGIVING PARTY（1988年11月21日）- EAST'88FINAL、LDのみ
- NAOKO THANKSGIVING PARTY Part1〜3（1988年11月21日）- テープのみ3分割発売 ☆
- THE LOVER in ME 〜 ALONE AGAIN（1992年2月21日）- 同名ミュージカルのライブ
- Pure Moments 〜 NAOKO KAWAI DVD COLLECTION（2002年3月30日）- 映像ソフト総集編
- 河合奈保子プレミアムコレクション～NHK紅白歌合戦&レッツゴーヤングetc.～ (2017年8月30日) - 初のレッツゴーヤング映像化作品
- NAOKO ETERNAL SONGS（2020年12月23日） - TBSテレビでの歌唱映像集

### タイアップ曲
| 楽曲                                  | タイアップ                                                                                              | 収録作品                            |
| ------------------------------------- | --- | ----------------------------------- |
| エスカレーション                      | 東宝映画『居酒屋兆治』挿入歌                                                                            | シングル「エスカレーション」        |
| MANHATTAN JOKE                        | 東宝洋画系アニメーション映画『ルパン三世 バビロンの黄金伝説』主題歌                                     | シングル「デビュー/MANHATTAN JOKE」 |
| 君は綺麗なままで                      | ハウス『とんがりコーン』CMソング                                                                        | シングル「君は綺麗なままで」        |
| 十六夜物語                            | TBS系『世界・ふしぎ発見!』エンディングテーマ                                                            | シングル「十六夜物語」              |
| やさしさの贈りもの                    | KBS京都・交通安全キャンペーン『かたつむり大作戦』キャンペーンソング                                     | シングル「悲しい人」                |
| Harbour Light Memories                | 神戸ポートピアランド イメージソング                                                                     | シングル「Harbour Light Memories」  |
| Harbour Light Memories                | テレビ朝日系『火曜スーパーワイド 西村京太郎トラベルミステリー・美人OL探偵と窓際刑事』エンディングテーマ | シングル「Harbour Light Memories」  |
| 悲しみのアニバァサリー 〜Come again〜 | ミュージカル『THE LOVER in ME 恋人が幽霊』劇中歌                                                        | シングル「悲しみのアニバァサリー」  |
| 美・来                                | 『たかの友梨BEAUTY CLINIC』イメージソング                                                               | シングル「美・来」                  |
| 眠る、眠る、眠る                      | テレビ朝日系『トゥナイト』エンディングテーマ                                                            | シングル「眠る、眠る、眠る」        |
| 霧情                                  | テレビ東京系『月曜・女のサスペンス』エンディングテーマ                                                  | シングル「眠る、眠る、眠る」        |
| Golden sunshine day                   | 毎日放送製作・TBS系『近藤正臣の味覚人情報』エンディングテーマ                                           | シングル「Golden sunshine day」     |
| ちょっとだけ秘密                      | 信託銀行 TVCM テーマソング                                                                              | シングル「ちょっとだけ秘密」        |
| エンゲージ                            | テレビ東京系ドラマ『夏樹静子サスペンス劇場』オープニングテーマ                                          | シングル「エンゲージ」              |
| 夢の跡から                            | テレビ東京系ドラマ『夏樹静子サスペンス劇場』オープニングテーマ                                          | シングル「夢の跡から」              |
| けんかをやめて                        | 映画『すずめの戸締まり』挿入歌                                                                          | シングル「けんかをやめて」          |
| Wings of My Heart                     | 映画『TSUSHIMA』主題歌                                                                                  | アルバム「engagement」              |

### 楽曲提供
- 中村あずさ「Motion Poet」作詞：ミッキー吉野 作曲：河合奈保子 編曲：ミッキー吉野

### 参加作品
- SKY NATIVE（1986年3月21日）- NAO&NOBU名義+トランザムIIから成るアルバム
- Tears of Nature（1989年10月1日）- the Gentle Wind名義、全作曲、Key・バックボーカル参加
- Gentle Voice（1990年11月21日）- the Gentle Wind名義、全作曲、Key・バックボーカル参加
- THE LOVER in ME 〜First Christmas（1990年12月8日）- 同名ミュージカル使用曲から成るアルバム
- ちょっとだけ秘密（1992年12月12日）- 奈保子&小金沢くん名義、小金沢昇司とのデュエットシングル

### その他
- 雨のてん・てん（1985年6月 - 7月）- NHKみんなのうた
- エトワール幼稚園 園歌（1994年）作詞：売野雅勇 作曲：千住明

## 出演

### ラジオ
- HAND IN HAND 〜ミッドナイトパーティー〜（1980年10月2日 - 1981年4月2日、MBSラジオ）- 初期はやしきたかじん、後にスカイと共演
- サウンズ・ウィズ・コーク（1981年3月7日 - 1982年3月、 TBSラジオ）- 金田賢一と共演、全国ネットでは初の冠ラジオ番組。

- ランナウェイ!サウンドレポート（1981年4月6日 - 1982年4月30日、ニッポン放送）- 初期はくり万太郎、後に塚越孝アナと共演。
- 二郎と奈保子のハイ!歌謡曲（1983年、TBSラジオ）- TBS・山田二郎アナと共演
- ハウスウキウキサンデー 奈保子でスタート（1983年10月9日 - 1985年3月31日、文化放送）
- 奈保子におまかせ・フレンドシップ（1984年、綜合放送（30分枠地方民放局向け番組））- 高知・山形・中部日本・山陽・中国放送
- 奈保子のひとりごと（1984年、朝日放送ラジオ）
- MBSヤングタウン（1984年7月3日 - 1989年、MBSラジオ）[1]- 火曜日、嘉門達夫 、長井展光アナと共演。

番組構成上、リスナーからの投稿が重要な位置を占めており、投稿ハガキ採用者にはヤングタウングッズがプレゼントされた。
- 奈保子のしあわせにハミング（1984年10月 - 1986年10月3日、総合放送/東北放送・北日本放送ほか）
- ハウスウキウキサンデー TOKYOなんでも探検隊（1985年5月26日 - 1986年4月6日、文化放送）- 吉幾三と共演。

河合が隊長、吉が副隊長という位置づけであった。
- DENONミュージック倶楽部〜奈保子の少しだけハイヒール〜（1985年10月7日 - 1988年9月26日、FM東京）[1]
- ハウスウキウキサンデー 奈保子のいい朝してますか（1986年4月13日 - 1987年4月5日、文化放送）[1]
- 河合奈保子のスーパーギャング（1986年8月1日、TBSラジオ）
- 三菱ドライビングポップス・奈保子のときめきトワイライト（1986年10月6日 - 1990年4月8日、TBSラジオ）[1]

平日は10分、日曜日放送分はSunday Partyと称され30分番組であった。
- 大阪レジスタンス「公開らくごラマ」

昭和63年度日本民間放送連盟賞ラジオ娯楽部門最優秀賞受賞作品。
- ミッド・ナイト・マガジン（1987年5月22日・7月20日 - 24日、TBSラジオ）

1987年5月18日から22日までは特大号として当時のトップアイドルたちが日替わりで出演した。

### テレビ

#### レギュラー出演
- たのきん全力投球!（1981年1月 - 1983年4月、TBS）

#### 単発・連続ドラマレギュラー
※メインタイトルが太字の作品は主演作品。
- 1984年
  - 「走れ青春42.195キロ 涙と汗のマラソン野郎」（4月11日、テレビ東京開局20年記念特別企画）
- 1986年
  - 「指のほくろ」（11月16日、TBS系 東芝日曜劇場）
- 1987年
  - 「ラストゴングが鳴るまで」（6月6日 - 27日、全4回、NHK総合 ドラマ人間模様）
- 1988年
  - 「西村京太郎スペシャル　美人OL探偵と窓際刑事 死を運ぶ新特急“谷川7号”」（7月19日、テレビ朝日系 火曜スーパーワイド）- 八木明日美 役
- 1989年
  - 「西村京太郎スペシャル　美人OL探偵と窓際刑事2 南紀白浜振り子電車殺人事件」（4月18日、テレビ朝日系 火曜スーパーワイド）
  - 「阿寒湖マリモ殺人事件」（11月18日、テレビ朝日系 土曜ワイド劇場）- 双ヶ丘麻友子（ならびがおかまゆこ）役
  - 「西村京太郎スペシャル　美人OL探偵と窓際刑事3 L特急あさま信濃路殺人事件」（12月26日、テレビ朝日系 火曜スーパーワイド）
- 1990年
  - 「ベビーシッター桃子の冒険」（6月26日、テレビ朝日系 火曜ミステリー劇場）- 永山桃子 役
  - 「女の敵は男の敵」（11月22日 - 12月6日、全3回、テレビ朝日系）
- 1991年
  - 「美濃“紙漉きの里”殺人事件」（5月25日、テレビ朝日系 土曜ワイド劇場）- 郡アヤ子 役
  - 「一人っ子同士の結婚」（9月12日、よみうりテレビ・日本テレビ系 木曜ゴールデンドラマ）
  - 「西村京太郎スペシャル 十津川警部の反撃」（9月24日、テレビ朝日系 火曜ミステリー劇場）- 井岡あや子 役
  - 「さすらい刑事旅情編IV」（10月16日 - 1992年3月25日、全23回、テレビ朝日系）- 風見愛子 警部補 役
- 1992年
  - 「戦国最後の勝利者!徳川家康」（1月3日、テレビ朝日系 新春大型5時間時代劇スペシャル）- お万 役
  - 「時代劇特別企画・忠治旅日記」（2月24日、TBS系 月曜ドラマスペシャル）- お直 役
  - 「ご存知!旗本退屈男」（3月26日、テレビ朝日系 時代劇スペシャル）
  - 「密愛のリゾート・種子島」（5月4日、フジテレビ系 旅情サスペンス）
  - 「さすらい刑事旅情編V」（10月14日 - 1993年3月31日、全23回、テレビ朝日系）- 風見愛子 警部補 役
  - 「ミスター天気予報本日快晴!宮崎編」（11月8日、関西テレビ・フジテレビ系 花王ファミリースペシャル）
- 1993年
  - 「危険な恋・ビオラの女」（7月13・20・8月3日、全3回、テレビ朝日系結婚・私が好きですか）
  - 「危険な情事シリーズ(5) 結婚前に清算すべきこと」（7月31日、テレビ東京系 映画みたいな恋したい）
- 1994年
  - 「ママじゃないってば!」（1月5日 - 2月18日、全33回、TBS系 花王愛の劇場）- 帯ドラマ初出演にして連続ドラマ初主演の作品
  - 「大江戸風雲伝」（4月8日 - 7月15日、全15回、NHK総合 金曜時代劇）- 途中よりサブレギュラー
  - ドラマBOX「君に伝えたい」（毎日放送・TBS系）
    - 「プロポーズ記念日」（5月1日）
    - 「港町の紙飛行機」（5月8日）

  - 「裸の大将  第67話 清の焼きおにぎり」（7月3日、関西テレビ・フジテレビ系 花王ファミリースペシャル） - 西尾和美 役
- 1995年
  - 「看護婦探偵・戸田鮎子（2）死の誕生パーティー」（3月20日、TBS系 月曜ドラマスペシャル）- 牧夕子 役
  - 「江戸の用心棒II」（10月17日 - 1996年3月5日、全16回、日本テレビ系）- 小夏 役

#### 連続ドラマゲスト
- 「代表取締役刑事38話：裁きは終わりぬ」（1991年7月28日、テレビ朝日系）
- 「水戸黄門 第22部 第19話：悪が群がるカステイラ・長崎」（1993年9月20日、TBS系）- お糸 役
- 「HOTEL（第3シリーズ）18話：奇妙な新婚旅行!?・19話：長崎空港の謎の女」（1994年8月11・18日、TBS系）-   高槻理恵 役
- 「HOTEL（第4シリーズ）16話：謎の天才料理人!?・17話：超鉄人!料理対決」（1995年7月27日・8月3日、TBS系）

### アニメ映画
- 「ルパン三世 バビロンの黄金伝説」（1985年7月13日、東宝） - ロゼッタ〈正体〉 役[24]

### ミュージカル
- 「THE LOVER in ME 〜恋人が幽霊」（1989年10月 - 11月）
- 「THE LOVER in ME 〜ファースト・クリスマス」（1990年12月 - 1991年1月）
- 「THE LOVER in ME 〜 ALONE AGAIN」（1991年12月）
- 「ヤマトタケル」（1994年・1996年、イマジンミュージカル）

### バラエティー番組
- ドリフ大爆笑
- ドリフのクリスマスプレゼント

### CM
- ハウス食品
第一回ヒデキの妹オーディションの後援企業。CM出演は同オーディションの副賞でもあった。
  - バーモントカレー - 当初は西城秀樹と共演、後に単独出演
  - デザート（プリン、ゼリエース、フルーチェ合同）
  - レンジグルメ
  - 花さぬき - 単独出演、西川のりおと共演
  - 鶏そぼろご飯
  - むぎ茶 - 単独出演、子役時代の安達祐実と共演
  - とんがりコーンCMソング 君は綺麗なままで（NAO＆NOBU名義）
- 日立製作所
当時日本コロムビアの親会社であったため出演
  - 家具調こたつ
  - 電気暖房器具総合カタログ「あたたかさは、美。」カタログ’86-9版および’86-10版
  - からまん棒（洗濯機）
  - サンサン青空（衣類乾燥機）※奥様の声に応えて「糸くずポケット新採用」カタログ’83-12版
  - ゴミパック（掃除機）
  - チリコン（掃除機） ※「－家具の下にも、間にも― すんなりサイズのゴミパック。」 カタログ’84-4版および’84-9版
  - ククレット（電子レンジ）※「けんかをやめて」がCM曲として使われていた時期もあった
- ライオン
  - アクアミー（シャンプー）
- 花王
  - ハミング1/3
- 旺文社
  - 中一時代（学年別雑誌）
- 農協の共済
  - 建更まもり5型
  - 終身共済ちとせ
  - みのり共済大地30
  - よろこびライフ
- コロナ
  - コロナホームIII（24時間給湯システム）
- 日立信販
- 池田泉州銀行（2010年）
インストゥルメンタル曲が使用されており、画面右下に「河合奈保子」とクレジット表記されている。本人の出演は無し。

## NHK紅白歌合戦出場歴
| 年度/放送回                         | 回 | 曲目                     | 出演順 | 対戦相手     | 備考                           |
| ----------------------------------- | -- | ------------------------ | ------ | ------------ | ------------------------------ |
| 1981年（昭和56年）/ 第32回          | 初 | スマイル・フォー・ミー   | 01/22  | 近藤真彦     | 紅組トップバッター             |
| 1982年（昭和57年）/ 第33回          | 2  | 夏のヒロイン             | 02/22  | 田原俊彦     |                                |
| 1983年（昭和58年）/第34回           | 3  | UNバランス               | 03/21  | 郷ひろみ     |                                |
| 1984年（昭和59年）/第35回           | 4  | 唇のプライバシー         | 04/20  | 西城秀樹     |                                |
| 1985年（昭和60年）/ 第36回          | 5  | デビュー〜Fly Me To Love | 02/20  | シブがき隊   |                                |
| 1986年（昭和61年）/ 第37回          | 6  | ハーフムーン・セレナーデ | 10/20  | 近藤真彦 (2) | 自身の作曲した楽曲の歌唱は初。 |
| 出演順は「出演順/出場者数」で表す。 |    |                          |        |              |                                |

第31回（1980年）のデビュー年にも出場が噂されていたが、惜しくも出場が敗れた。
第36回（1985年）は河合奈保子の歌唱前、吉川晃司が自身の歌唱後にギターを壊すアドリブをし始め、立ち去らなかったため、最初のサビが披露できなかった事態が起こった。

## 書籍

### 写真集
- 別冊近代映画 河合奈保子特集号（1981年1月15日発行、近代映画社）
- そよ風のメッセージ（1981年6月26日発行、音楽専科社）
- KAWAI奈保子フォトメッセージ（1981年8月5日初版、近代映画社）
- ときめきのメッセージ（1981年10月15日初版、ワニブックス）
- ほほえみステップ（1982年3月27日発行、音楽専科社）
- 別冊近代映画 河合奈保子スペシャルPART3（1982年7月1日発行、近代映画社）
- さまーひろいん（1982年8月1日初版、ワニブックス）
- チェリーピンクのプチハート（1983年2月23日発行、音楽専科社）
- NAOKO IN BANGKOK 河合奈保子写真集PART4（1983年4月5日初版、近代映画社）
- 素敵な時間（1983年10月20日初版、ワニブックス）
- らすと・ぷれりゅうど（1984年1月20日発行、音楽専科社）
- NAOKO IN AUSTRALIA 河合奈保子写真集PART5（1984年4月15日初版、近代映画社）
- NAOKO 5TH ANNIVERSARY（1984年10月25日初版、ワニブックス）
- LOVELY SUMMER（1985年7月6日発行、音楽専科社）
- 奈保子 河合奈保子写真集PART6（1985年7月15日初版、近代映画社）
- NAOKO TRANS AMERICA 河合奈保子写真集PART7（1986年1月15日初版、近代映画社）
- Sunshine Venus（1986年3月25日発行、音楽専科社）
- 河合奈保子写真集（近映文庫、1986年6月25日初版、近代映画社）- PART6・7の再録+ロングインタビュー
- 別冊スコラ（36）河合奈保子写真集 スカーレット（1986年12月25日初版、スコラ）
- 『トレフェン : 河合奈保子写真集』ワニブックス、1987年12月25日。
- 月刊平凡 GOLDEN BEST!! Vol.1 河合奈保子写真集 再会の夏（2016年8月31日初版 マガジンハウス）

### 電子書籍
- 別冊近代映画 河合奈保子スペシャルパート3(2018年12月20日配信)
- 別冊近代映画 河合奈保子特集号　(2019年1月4日配信)
- 近代映画増刊 河合奈保子フォトメッセージ　(2019年1月11日配信)
- NAOKO IN BANGKOK 河合奈保子写真集パート4　(2019年1月21日配信)
- NAOKO IN AUSTRALIA 河合奈保子写真集パート5　(2019年1月28日配信)
- 河合奈保子 河合奈保子写真集パート6　(2019年2月4日配信)
- NAOKO TRANS AMERICA 河合奈保子写真集パート7　(2019年2月18日配信)

### エッセイ他
- 夢・17歳・愛 心をこめて奈保子より（1981年3月1日初版、ワニブックス）
- アイドル百科3 河合奈保子（1982年12月20日初版、勁文社）
- わたぼうし翔んだ 奈保子の闘病スケッチ（1983年5月20日初版、ワニブックス）- 1981年の転落事故の療養記
- 大人の始発駅 過ぎ去る愛を言葉に（1984年6月10日初版、ワニブックス）
- 新装版 わたぼうし翔んだ -奈保子の闘病スケッチ-（2021年8月20日、復刊ドットコム）- 1983年発行書籍の新装版

### 関連書籍
- 理想の声に近づく本-大本式ヴォイス・トレーニング（大本恭敬著、1988年3月20日初版、シンコーミュージック）
実績の一例として、ボイストレーナーから見た河合奈保子の初期の軌跡に言及。オーディション選考経緯、歌手デビュー前のトレーニング、ファーストコンサート、転落事故復帰に関する所感、等々。
- あしたのナオコちゃん（全4巻、1985 - 1987年初版、中西裕著、白泉社ジェッツコミックス）
1980年代アイドルパロディコミック。

## 受賞歴
- 1980年
  - 第7回ABC歌謡新人グランプリ 審査員奨励賞（10月2日、（放送10月10日））- ヤング・ボーイ
  - 第10回銀座音楽祭 熱演賞（10月9日）- ヤング・ボーイ
  - 第13回新宿音楽祭 銀賞（10月16日）- ヤング・ボーイ
  - 第7回横浜音楽祭 新人賞（10月22日）
  - 第6回あなたが選ぶ全日本歌謡音楽祭 優秀新人賞（11月11日）- ヤング・ボーイ
  - 第22回日本レコード大賞 新人賞（11月26日ノミネート）- ヤング・ボーイ
  - 第7回FNS歌謡祭 優秀新人賞（12月2日ノミネート）- ヤング・ボーイ
- 1981年
  - 第18回ゴールデン・アロー賞 グラフ賞（2月16日、放送2月21日）
  - 第7回日本テレビ音楽祭 金の鳩賞（8月20日）- スマイル・フォー・ミー
  - 第23回日本レコード大賞 ゴールデン・アイドル賞（11月25日ノミネート）- スマイル・フォー・ミー
- 1982年
  - 第24回日本レコード大賞 金賞（11月24日ノミネート）- けんかをやめて
  - 第9回FNS歌謡祭 優秀歌謡音楽賞（12月7日ノミネート）- けんかをやめて
- 1983年
  - 第2回メガロポリス歌謡祭 ポップス部門入賞（7月1日）
  - 第25回日本レコード大賞 金賞（11月23日ノミネート）- エスカレーション
  - 第10回FNS歌謡祭 優秀歌謡音楽賞（12月6日ノミネート）- UNバランス
  - 第9回あなたが選ぶ全日本歌謡音楽祭 最優秀アイドル賞（10月25日）- UNバランス
- 1984年
  - 第10回日本テレビ音楽祭 日本テレビ特別賞（9月6日）
  - 第11回横浜音楽祭 音楽祭賞（10月17日）
  - 第15回日本歌謡大賞 放送音楽プロデューサー連盟賞（11月20日）- 唇のプライバシー
  - 第26回日本レコード大賞 金賞 - 唇のプライバシー、優秀アルバム賞（11月28日ノミネート）デイドリーム・コースト
  - 第10回あなたが選ぶ全日本歌謡音楽祭 最優秀歌唱賞（10月30日）- 唇のプライバシー
  - 第11回FNS歌謡祭 優秀歌謡音楽賞（12月4日ノミネート）- 唇のプライバシー
- 1985年
  - 第12回横浜音楽祭 音楽祭賞（11月8日）
  - 第11回あなたが選ぶ全日本歌謡音楽祭 審査員奨励賞（11月12日）- ラベンダーリップス
  - 第27回日本レコード大賞 金賞（11月20日ノミネート）- デビュー
- 1986年
  - 第13回横浜音楽祭 音楽祭賞（11月7日）
- 1987年
  - 第7回日本作曲大賞 優秀作曲者賞（10月）- 十六夜物語
  - 第9回プラハ国際音楽祭 最優秀歌唱賞・3位入賞・書記長賞（10月26日）- 十六夜物語
- 1990年
  - 第27回ゴールデン・アロー賞 演劇新人賞・最優秀新人賞（2月26日、放送3月11日）- THE LOVER in ME 恋人が幽霊